# Wasserballkraul
Wasserballkraul (oder Dribbling oder Ballkraul) ist eine spezielle Schwimmweise, bei der Kraulbewegungen ausgeführt werden. Diese Schwimmart wird hauptsächlich beim Wasserball,  Triathlon und Freiwasserschwimmen angewendet. Beim Wasserballkraul wird mit permanent nach vorne aus dem Wasser gehobenem Kopf geschwommen. Die Beine und Arme bewegen sich dabei wie beim Kraulschwimmen.
Beim Wasserball kann so der Ball geführt werden. Spieler, die nicht den Ball haben, schwimmen meist auch in dieser Lage, sodass sie den Überblick über das Spielgeschehen behalten. Wenn es allerdings um einen mittleren Sprint geht, wird der Kopf unter Wasser genommen, sonst wäre das eine zu große Anstrengung für den Körper.
Jedoch gibt es einige Unterschiede zur normalen Kraultechnik. Der Kopf wird ständig über der Wasseroberfläche gehalten. So kann der Ball mit Nase, der Stirn oder mit der Bugwelle vor dem Gesicht geführt werden. Die Arme setzen kurz ein und werden höher als beim Kraul angesetzt. Die Beine führen eine noch stärkere Kraulbewegung aus, sodass Oberkörper und Kopf weiter aus dem Wasser ragen.
Von manchen Trainern wird verlangt, dass ein Spieler über den Ball blicken muss. Dies ist auch besser, denn sonst muss man ständig am Ball vorbeischauen. So ist eine noch bessere Beobachtung des Spiels gewährleistet.